# خانه ستارخان
خانه ستارخان مربوط به دوره قاجار است و در تبریز، خیابان شمس تبریزی، کوی امیرخیز، کوچه ستارخان غربی، کاشی ۲۱ واقع شده و این اثر در تاریخ ۱۴ مهر ۱۳۸۶ با شمارهٔ ثبت ۱۹۷۴۳ به‌عنوان یکی از آثار ملی ایران به ثبت رسیده است.